# Royal (Rapper)
Royal (* 1990 in Amstetten) ist ein österreichischer Rapper. 2013 gründete er gemeinsam mit seinen Weggefährten O.G. & SpecialK das Musiklabel ExitMusic, über welches er 2014 sein Debütalbum EXIT veröffentlichte. 2015 lieferte er in Zusammenarbeit mit Zweitfrau-Sängerin Diana Lueger den Titelsong für den österreichischen Charitiy-Kinofilm Blockbuster – Das Leben ist ein Film von Regisseur Vlado Priborsky.

## Diskografie

### Alben
- 2014: EXIT (ExitMusic)

### Singles
- 2014: Wahrheit (ExitMusic)
- 2015: Rappatyp feat. Marion (ExitMusic)
- 2015: Neues Leben feat. Zweitfrau (ExitMusic, Titelsong Blockbuster – Das Leben ist ein Film)
- 2015: Wahrheit (ExitMusic)
- 2016: CapShit (ExitMusic)
- 2016: KlickKlack (ExitMusic)